# Distretto di Pratapgarh
Il distretto di Pratapgarh è un distretto dell'Uttar Pradesh, in India, di 2 727 156 abitanti. È situato nella divisione di Allahabad e il suo capoluogo è Pratapgarh.